# Боргман (фильм)
«Боргман» (нидерл. Borgman, в российском прокате — «Возмутитель спокойствия») — нидерландский триллер режиссёра Алекса ван Вармердама, вышедший на экраны в 2013 году.
Фильм участвовал в основной конкурсной программе Каннского кинофестиваля 2013 года.
Картина была выдвинута от Нидерландов на премию «Оскар» за лучший фильм на иностранном языке, церемония вручения которой состоялась 2 марта 2014 года, но не вошла в шорт-лист из девяти картин.

## Сюжет
В начале фильма священник с двумя другими вооружёнными мужчинами устраивает охоту на прячущихся в подземных норах Боргмана и его товарищей. Боргману чудом удаётся уйти от преследователей, и он предупреждает остальных (Паскаля и Людвига) об опасности. После этого Боргман (который вначале называет себя Антоном, а потом Камилом) добирается до коттеджного посёлка, где живут относительно богатые семьи. Он звонит в двери домов, спрашивая хозяев, не позволят ли они ему принять ванну.
После нескольких отказов он оказывается у дома, где проживают телепродюсер Рихард, его жена Марина и их дети. Дверь открывает Рихард, который вежливо отказывает Боргману. После этого Боргман начинает утверждать, что он знает Марину, которая это отрицает. Выведенный из себя Рихард жестоко избивает непрошеного гостя. После того как Рихард уезжает на работу, Марина сжаливается над Боргманом и позволяет ему принять ванну, после чего разрешает ему поселиться в гостевом домике, не рассказывая об этом мужу.
Постепенно Боргману удаётся завладеть воображением Марины. Когда она спит, он садится ей на грудь, из-за чего ей снятся кошмары о том, что муж набрасывается на неё, избивает или пытается убить. В результате отношения Марины с Рихардом ухудшаются. В доме начинают происходить странные вещи: бродят две непонятно откуда взявшиеся крупные собаки, которым Боргман незаметно говорит, что «ещё не время». Боргман избавляется от садовника, вместе со своими подручными убивая его и его жену, и, изменив внешность, устраивается садовником к Рихарду, который не узнаёт его. Приведя своих товарищей, Боргман начинает масштабную работу по перепланировке сада, которая сводится к разрушению экскаватором всего, что в нём было построено. От былого видимого благополучия семьи не остаётся и следа.
Итогом деятельности Боргмана становится убийство сначала Рихарда, а затем и Марины. Троих детей пары, а также их няню-датчанку, Боргман подчиняет себе. Закопав трупы родителей на территории сада, Боргман со своей группой и примкнувшими к ней детьми и няней уходят в лес.

## В ролях
| Актёр                                      | Роль                            |
| ------------------------------------------ | ------------------------------- |
| Ян Бейвут (Jan Bijvoet)                    | Камил Боргман                   |
| Хадевейх Минис (Hadewych Minis)            | Марина — жена Рихарда           |
| Йерун Персеваль (Jeroen Perceval)          | Рихард — муж Марины             |
| Алекс ван Вармердам (Alex van Warmerdam)   | Людвиг                          |
| Том Девиспелар (Tom Dewispelaere)          | Паскаль                         |
| Сара Йорт Дитлевсен (Sara Hjort Ditlevsen) | Стине — няня                    |
| Эльве Лейбарт (Elve Lijbaart)              | Изольда — дочь Марины и Рихарда |
| Диркье ван дер Пейл (Dirkje van der Pijl)  | Ребекка — дочь Марины и Рихарда |
| Питер-Бас де Вард (Pieter-Bas de Waard)    | Лео                             |
| Ева ван де Вейдевен (Eva van de Wijdeven)  | Илонка                          |
| Аннет Мальэрб (Annet Malherbe)             | Бренда                          |
| Жене Бервутс (Gene Bervoets)               | садовник                        |
| Ариана Схлутер (Ariane Schluter)           | жена садовника                  |
| Майк Вертс (Mike Weerts)                   | Артур Сторнебринк               |
| Пьер Бокма (Pierre Bokma)                  | священник                       |
| Мес ван Вармердам (Mees van Warmerdam)     | помощник священника             |

## Создание
Съёмки фильма проходили в местечке под названием Фогелензанг, расположенном у юго-западной оконечности Харлема — города, где родился режиссёр фильма Алекс ван Вармердам. Дом, где жили герои картины Рихард и Марина, был построен по макету самого режиссёра. Действие происходило на частной территории, недалеко от прибрежных дюн Северного моря, поэтому по окончании съёмок дом пришлось разрушить.

## Прокат
Премьера фильма состоялась 19 мая 2013 года на 66-м Каннском кинофестивале.
Премьера фильма в России состоялась 26 июня 2013 года в рамках внеконкурсных программ «Малые голландцы» и «8½ фильмов» 35-го Московского международного кинофестиваля.
Дата начала проката фильма в Нидерландах — 29 августа 2013 года.
Прокат фильма в России начался 10 октября 2013 года (под названием «Возмутитель спокойствия»).
Ожидается, что прокат фильма «Боргман» в кинотеатрах США начнётся в 2014 году.

## Награды
- Главный приз «Золотая башня» Паличского кинофестиваля[фр.], Палич, Сербия, июль 2013[14]
- Приз Méliès d’Argent лучшему европейскому фильму Страсбургского кинофестиваля[фр.], Страсбург, Франция, сентябрь 2013[15]
- Призы «Золотой телец» (Gouden Kalf) лучшему фильму, за лучший сценарий (Алекс ван Вармердам) и за лучшее исполнение женской роли (Хадевейх Минис) Нидерландского кинофестиваля[нидерл.], Утрехт, Нидерланды, октябрь 2013[16]